# Ernest Mason Satow
Sir Ernest Mason Satow, GCMG PC (30 tháng 6 năm 1843 – 26 tháng 8 năm 1929), là một nhà ngoại giao và nhà Nhật Bản học người Anh.
Satow sinh ra trong gia đình có cha là người Đức (Hans David Christoph Satow, sinh ra ở Wismar, sau đó nằm dưới sự cai trị của Thụy Điển, nhập quốc tịch Anh năm 1846) và mẹ là người Anh (Margaret, nhũ danh Mason) ở Clapton, Bắc London. Ông được học tại Trường Mill Hill và Đại học London (UCL).
Satow là một nhà ngôn ngữ học xuất chúng, một người ưa thích đi du lịch và viết sách hướng dẫn du lịch, một nhà biên dịch từ điển, một nhà leo núi, một nhà thực vật học nhạy bén (chủ yếu là FV Dickins) và một nhà sưu tập sách và bản thảo tiếng Nhật. Ông cũng yêu thích âm nhạc cổ điển và các tác phẩm của Dante mà anh rể Henry Fanshawe Tozer là một chuyên gia trong lĩnh vực này. 

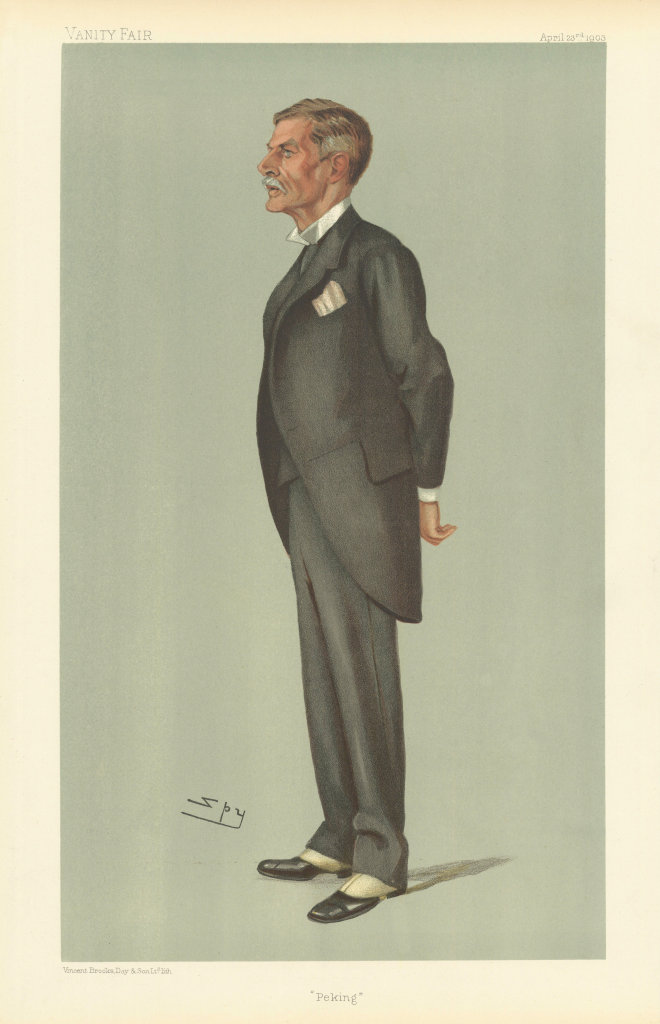
Satow được vẽ biếm họa bởi Spy for Vanity Fair, 1903

## Ảnh hưởng chung
Satow được biết đến nhiều hơn ở Nhật Bản hơn là ở Anh hoặc các quốc gia khác mà ông từng làm việc. Ông là một nhân vật quan trọng trong quan hệ các nước Đông Á và quan hệ ngoại giao Anh-Nhật, đặc biệt là trong cuối thời Edo (1853–1867) và thời kì Minh Trị (1868–1912) ở Nhật Bản, và ở Trung Quốc sau phong trào Nghĩa Hòa Đoàn, 1900–1906. Ông cũng phục vụ ở Xiêm, Uruguay và Maroc, và đại diện cho Anh tại Hội nghị Hòa bình La Hay lần thứ hai vào năm 1907. Khi về hưu, ông đã viết Hướng dẫn thực hành ngoại giao, hiện được gọi là "Hướng dẫn thực hành ngoại giao của Satow" - cuốn cẩm nang này được sử dụng rộng rãi ngày nay và đã được cập nhật và tái bản nhiều lần bởi các nhà ngoại giao nổi tiếng, đặc biệt là Lord Gore-Booth. Ấn bản tái bản lần thứ sáu do Sir Ivor Roberts biên tập đã được Nhà xuất bản Đại học Oxford xuất bản năm 2009, dài hơn 700 trang.

## Sự nghiệp ngoại giao của Satow

### Đến Nhật Bản lần thứ nhất (1862–1883)

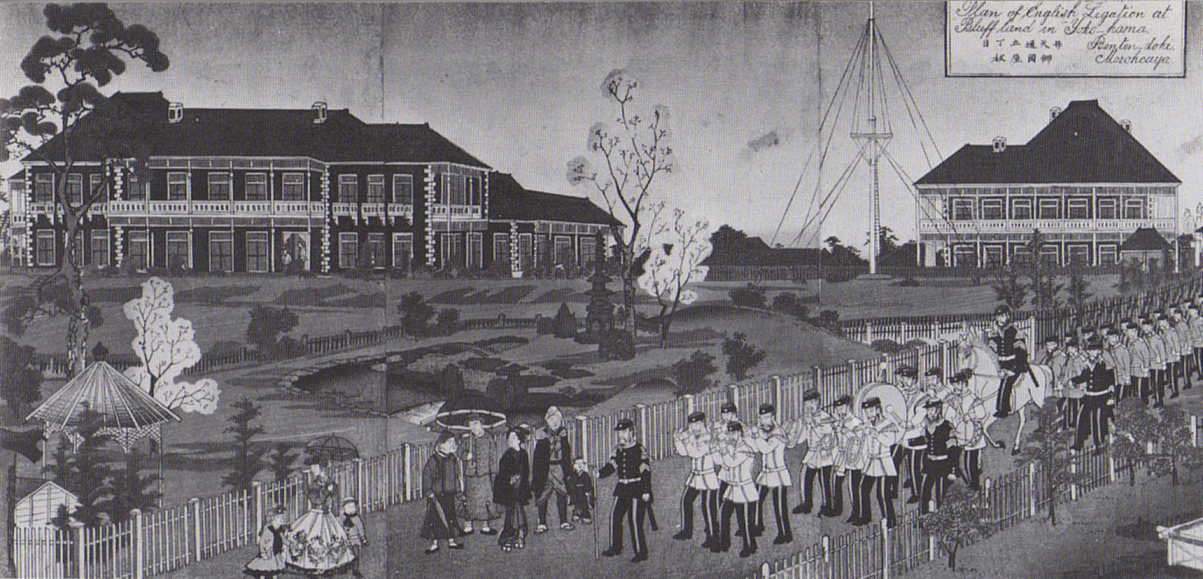
Bức tranh Legation Yamate, Yokohama, vẽ năm 1865

Ernest Satow có lẽ được biết đến nhiều nhất với tư cách là tác giả của cuốn sách Một nhà ngoại giao ở Nhật Bản (chủ yếu dựa trên nhật ký của ông) mô tả những năm 1862–1869 khi Nhật Bản thay đổi từ sự cai trị của Mạc phủ Tokugawa sang thời Minh Trị duy tân. Ông được Văn phòng Ngoại giao tuyển dụng ngay sau khi tốt nghiệp đại học ở London. Trong vòng một tuần sau khi đến Trung Quốc với tư cách là một sinh viên kiêm thông dịch viên trẻ tuổi của Sở Lãnh sự Nhật Bản ở Anh, ở tuổi 19, ông đã tham gia quá trình giải quyết hậu quả Sự cố Namamugi (Namamugi Jiken), một thương gia người Anh bị giết trên đường Tōkaidō, diễn ra vào ngày 21 tháng 8. Năm 1862. Satow đã ở trên một trong những con tàu của Anh đến Kagoshima vào tháng 8 năm 1863 để nhận khoản tiền bồi thường từ phiên chủ của Phiên Satsuma, Shimazu Hisamitsu, vì vụ giết hại Charles Lennox Richardson. Tàu của họ bị bắn bởi các khẩu đội trên bờ biển Satsuma, và họ trả đũa bằng cách pháo kích Kagoshima.
Năm 1864, Satow cùng với lực lượng đồng minh (Anh, Pháp, Hà Lan và Hoa Kỳ) tấn công Shimonoseki để thực thi quyền đi lại của tàu nước ngoài qua eo biển Kanmon giữa Honshū và Kyūshū. Satow đã gặp Itō Hirobumi và Inoue Kaoru của Chōshū lần đầu tiên ngay trước cuộc pháo kích Shimonoseki. Ông cũng có mối quan hệ với nhiều nhà lãnh đạo Nhật Bản khác, bao gồm Saigō Takamori - samurai của Phiên Satsuma, một trong những samurai giàu ảnh hưởng nhất trong lịch sử Nhật Bản, lãnh đạo cuộc nổi dậy Satsuma năm 1877.
Sự thăng tiến của Satow trong lãnh sự quán ban đầu là do năng lực và lòng nhiệt thành của ông với vai trò thông dịch viên vào thời điểm mà tiếng Anh hầu như không được biết đến ở Nhật Bản, chính phủ Nhật Bản vẫn giao tiếp với phương Tây bằng tiếng Hà Lan và các công cụ hỗ trợ học tập có sẵn rất ít. Ông làm thông dịch viên lãnh sự cùng với Russell Robertson và đã trở thành học viên của Rev. Samuel Robbins Brown, và một cộng sự của Tiến sĩ James Curtis Hepburn, hai người tiên phong nổi tiếng trong việc nghiên cứu ngôn ngữ Nhật Bản. Kỹ năng tiếng Nhật của ông nhanh chóng trở thành thứ không thể thiếu trong các cuộc đàm phán của Bộ trưởng Anh Ngài Harry Parkes với Mạc phủ Tokugawa lạc hậu và các gia tộc Satsuma và Chōshū hùng mạnh đồng thời thu thập thông tin tình báo. Ông được thăng chức Thông dịch viên chính thức và sau đó là Thư ký Nhật Bản của quân đoàn Anh, và ngay từ năm 1864, ông bắt đầu viết các bản dịch và các bài báo về các chủ đề liên quan đến Nhật Bản.
Satow là một trong những thành viên sáng lập của Hiệp hội Châu Á Nhật Bản tại Yokohama vào năm 1872, với mục đích nghiên cứu văn hóa, lịch sử và ngôn ngữ Nhật Bản (Nhật Bản học) một cách chi tiết. Ông đã thuyết trình cho Hiệp hội nhiều lần trong những năm 1870, và trong các văn kiện của Hiệp hội Châu Á chứa một số bài báo đã xuất bản của ông. Bài báo năm 1874 của ông về Nhật Bản bao gồm nhiều khía cạnh khác nhau bao gồm Văn học Nhật Bản xuất hiện trên Tạp chí New American Cyclopædia là một trong những tác phẩm nguyên gốc đầu tiên về những chủ đề này trong bất kỳ ngôn ngữ châu Âu nào. Hội vẫn phát triển tốt đến ngày nay.
Trong thời gian ở Nhật Bản, Satow đã dành nhiều nỗ lực để nghiên cứu thư pháp chữ Hán dưới thời Kōsai Tanzan (Cao Trai Thiền Sơn - 高 斎 単 山 1818–1890), người đã đặt cho ông nghệ danh Seizan (Tĩnh Sơn - 静 山) vào năm 1873. Một bản thư pháp của Satow, được ký tên là Seizan, đã được Thư viện Anh mua lại vào năm 2004.

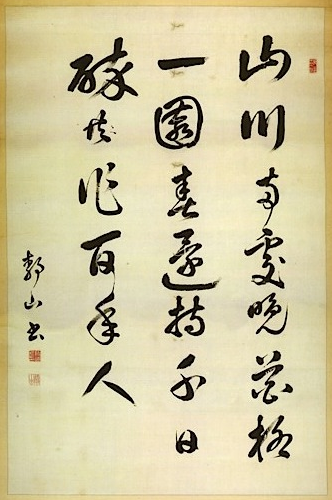
Bài thơ của nhà thơ đời Đường Vương Bột 王勃 (650–676) trong thư pháp của Satow (Thư viện Anh Or. 16054)